# Catedral de Nuestra Señora del Perpetuo Socorro (Oklahoma City)
La Catedral de Nuestra Señora del Perpetuo Socorro (en inglés: Cathedral of Our Lady of Perpetual Help) 
es una catedral católica en Oklahoma City, la ciudad más grande del estado de Oklahoma (Estados Unidos). Es la sede de la arquidiócesis de Oklahoma City.
La parroquia de Nuestra Señora del Perpetuo Socorro fue fundada en 1919 cuando el obispo Théophile Meerschaert, el primer obispo de la ciudad de Oklahoma, asignó a monseñor Monnot como su primer pastor el 19 de enero. La misa en la parroquia se celebró inicialmente en una sala de exposición de automóviles en Classen Boulevard. El primer edificio de la iglesia era una estructura de madera construida en mayo de 1919 en NW 31 Street, entre Western y Lake. 
La construcción del actual edificio de la iglesia se inició el 3 de julio de 1923 y se terminó en febrero de 1924. Una rectoría se completó en julio de ese mismo año. El Papa Pío XI elevó la parroquia de la Virgen del Perpetuo Socorro a una catedral en 1931. Sustituyó a la catedral de San José en el centro de la ciudad.